# Mike McTigue
Mike McTigue (Kilnamona, 26 de novembro de 1892 - Nova Iorque, 12 de agosto de 1925) foi um pugilista irlandês, campeão mundial dos meios-pesados entre 1923 e 1925.

## Biografia
Iniciando sua carreira no boxe em 1914, Mike McTigue conquistou seu primeiro título em 1920, quando derrotou Eugene Brousseau e se tornou campeão canadense dos pesos-médios. McTigue perdeu esse título para Jeff Smith, ainda em 1920, todavia, um ano mais tarde conseguiu recuperá-lo diante de George Robinson.
Posteriormente, McTigue fez uma importante luta contra o ex-campeão mundial dos meios-pesados Battling Levinsky, que chegou ao término dos seus dez assaltos programados. Sem um vencedor oficial do combate, os jornais apontaram uma vitória para Levinsky, contudo, através dessa luta McTigue havia provado ser competitivo entre os meios-pesados.
Dessa forma, em 1923, McTigue acabou conseguido uma chance de disputar o título mundial dos pesos-pesados, quando o campeão Battling Siki decidiu escolheu-lo como seu adversário. Realizada em Dublin, a luta entre Siki e McTigue durou vinte assaltos, ao término dos quais McTigue foi declarado o novo campeão mundial dos meios-pesados.
Após se tornar campeão mundial, McTigue encontrou dificuldades para defender seu título diante de lutadores como Tommy Loughran, Young Stribling e Mickey Walker. Então, em 1925, diante do ex-campeão de luta olímpica Paul Berlebach, McTigue teve seu reinado interrompindo, quando Berlenbach foi declarado o vencedor da luta nos pontos, em uma decisão unânime.
Anos mais tarde, quando Berlenbach já havia deixado de ser o campeão dos meios-pesados, McTigue conseguiu dar o revide, aplicando um nocaute técnico em Berlenbach, em apenas quatro assaltos. Essa vitória foi seguida por um duro combate contra o futuro campeão mundial dos pesos-pesados Jack Sharkey, com a luta tendo sido interrompida pelo árbitro no 12º round em favor de Sharkey.
Esse ressurgimento de McTigue culminou com uma nova chance de disputa do titulo mundial dos meios-pesados, na qual McTigue tornaria a enfrentar seu antigo rival Tommy Loughran. No entanto, McTigue acabou sendo derrotado nos pontos, de modo que Loughran enfim conquistava o título mundial, enquanto McTigue iniciava o declínio final de sua carreira.
Nocauteado no primeiro assalto por Mickey Walker, em sua luta seguida, McTigue nunca mais conseguiu se recuperar, tendo se despedido dos ringues de forma melancólica em 1930.